# Nizjnij Novgorod
Nizjnij Novgorod (ryska: Нижний Новгород, Nedre Nystaden) är en stad i Ryssland, och är den administrativa huvudorten för Nizjnij Novgorod oblast. Mellan 1932 och 1990 hette staden Gorkij efter Maksim Gorkij som föddes där. Nizjnij Novgorod har cirka 1 270 000 invånare och är därmed den femte största staden i Ryssland.

Staden ligger ungefär 35 mil från Moskva och är belägen där floden Oka mynnar ut i den större floden Volga. Den har många gamla byggnader och håller på att rustas upp. Staden har länge varit platsen för en militärbas och var tidigare inte öppen för besökande från andra länder. Staden har ett tunnelbanesystem, Nizjnij Novgorods tunnelbana, som idag har två linjer och 14 stationer.

## Historia
Staden grundades 1221 och blev 1350 sätet för fursten i Vladimir-Suzdal. Från 1392 hörde staden till Moskvafurstendömet och var utpost mot det mongoliska Kazankhanatet. I början av 1600-talet var Nizjnij Novgorod Rysslands mest blomstrande stad. Den kända Novgorodmässan, Nizjegorodskaja jamarka flyttades hit från Makarev 1817. Den fick en enorm omfattning och var Rysslands främsta handelscentrum under 1800-talet. Mässan upphävdes från 1930.
Under 1800-talet utvecklades Nizjnij Novgorod till en industristad, särskilt inriktad mot ångbåtstrafiken på Volga och Oka. Stadens universitet grundades 1918. Åren 1796-1929 var staden huvudort i guvernementet Nizjnij Novgorod.

## Äldre byggnader
Katedralen Archangelskij sobor uppfördes från 1227. Bland andra byggnader märks Georgskyrkan i rysk barock från slutet av 1600-talet och före detta riksbanken. I den nedre delen av staden ligger Stroganovkyrkan från 1719. I Nizjnij Novgorod finns även två äldre kloster, grundade 1365.

## Ekonomi

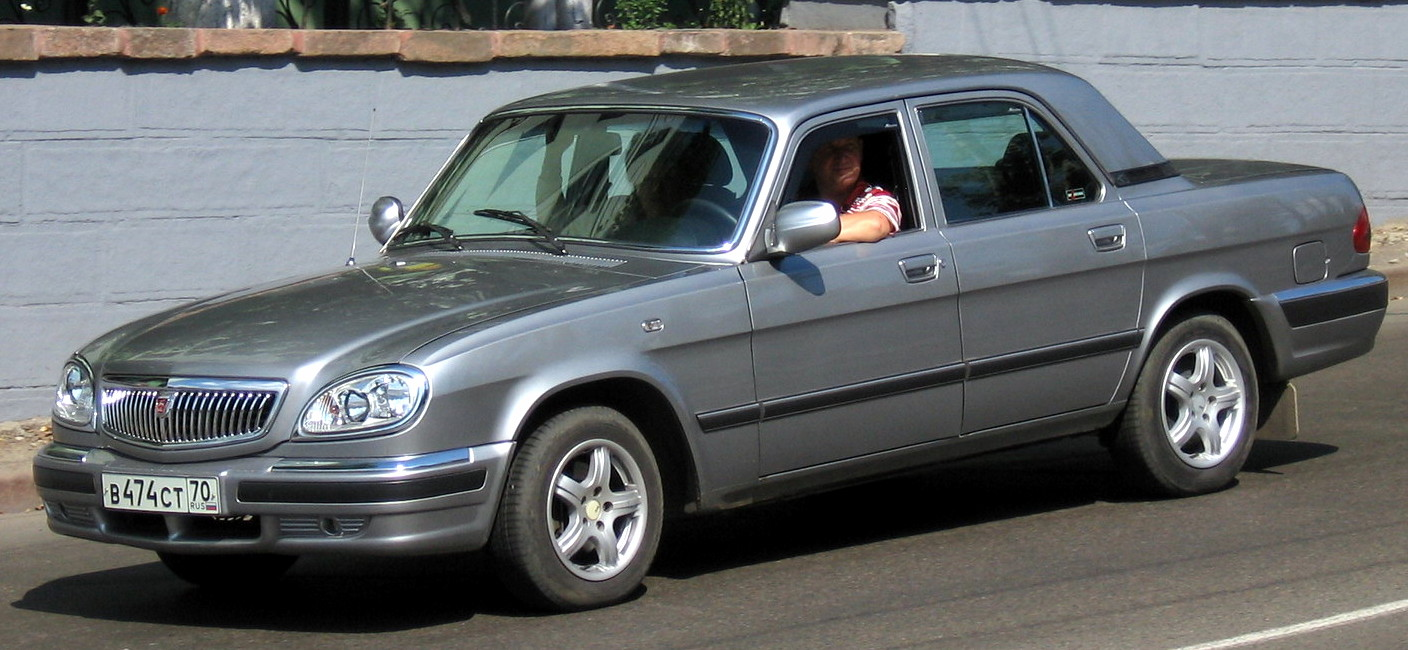
GAZ Volga 31105. GAZ-fabriken är en av stadens många industrier.

Nizjnij Novgorod är Rysslands sjunde viktigaste industriregion. Mer än 633 industriföretag sysselsätter över 700 000 personer. Bland dessa företag är GAZ som tillverkar bilar (personbilar under namnet Volga och även lastbilar, minibussar och andra fordon). Regionen är också en av Rysslands ledande när det gäller IT.

## Administrativ indelning

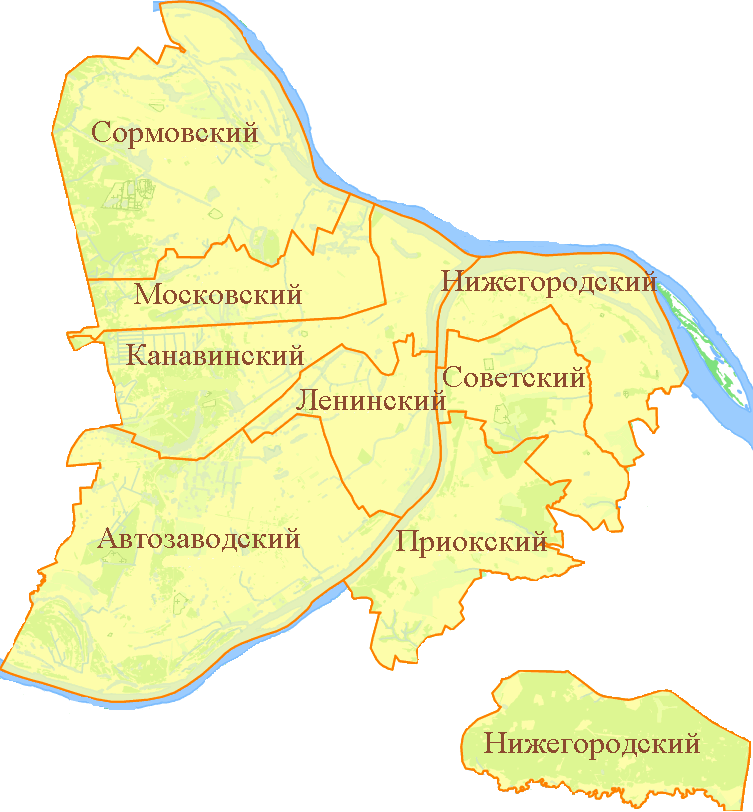
Nizjnij Novgorods stadsdistrikt (namnen på ryska).

### Stadsdistrikt
Nizjnij Novgorod är indelat i åtta stadsdistrikt. 
| Stadsdistrikt  | Invånarantal 9 oktober 2002 | Invånarantal 14 oktober 2010 | Invånarantal 1 januari 2015 |
| -------------- | --------------------------- | ---------------------------- | --------------------------- |
| Avtozavodskij  | 314 494                     | 303 054                      | 300 737                     |
| Kanavinskij    | 160 894                     | 155 113                      | 157 323                     |
| Leninskij      | 152 951                     | 142 368                      | 141 736                     |
| Moskovskij     | 134 078                     | 124 908                      | 124 312                     |
| Nizjegorodskij | 120 647                     | 122 604                      | 132 652                     |
| Priokskij      | 96 043                      | 90 410                       | 94 546                      |
| Sovetskij      | 154 205                     | 143 401                      | 148 968                     |
| Sormovskij     | 177 940                     | 168 761                      | 167 486                     |
| TOTALT         | 1 311 252                   | 1 250 619                    | 1 267 760                   |

### Stadens administrativa område
Nizjnij Novgorod administrerar även områden landsbygd utanför själva stadsgränsen. 
| Stad/Ort         | Invånarantal 9 oktober 2002 | Invånarantal 14 oktober 2010 | Invånarantal 1 januari 2015 |
| ---------------- | --------------------------- | ---------------------------- | --------------------------- |
| Nizjnij Novgorod | 1 311 252                   | 1 250 619                    | 1 267 760                   |
| Zeljonyj Gorod   | 2 437                       | 2 716                        | 2 534                       |
| Landsbygd        | 5 955                       | 6 403                        | 6 266                       |
| TOTALT           | 1 319 644                   | 1 259 738                    | 1 276 560                   |

## Sport
Staden har ett bandylag, HK Start, som spelar i högsta divisionen. 1998 avgjordes Russian Government Cup här. Ryssland vann en internationell turnering för första gången, inför 22 000 åskådare i finalen. Stadens ishockeylag Torpedo Nizjnij Novgorod spelar i den ryska högsta hockeyligan, KHL. 

### Fotboll
- FK Nizjnij Novgorod är en rysk fotbollsklubb. De spelar i den ryska högsta divisionen Ryska Premier League.
- FK Nizjnij Novgorod (2007) var rysk fotbollsklubb.
- Nizjnij Novgorod-stadion; (kapacitet: 44 899)